# St. George's-estuarium
Het St. George's-estuarium (Engels: St. George's River Estuary of Stephenville Crossing Estuary) is een estuarium van 22,5 km² aan de westkust van het Canadese eiland Newfoundland. Het 11 km lange estuarium wordt in het oosten aangevuld door de rivier St. George's en heeft een gemiddelde breedte van 2,5 km. Net voor de monding in St. George's Bay mondt aan de noordrand ook de rivier Harrys erin uit.
De monding van het St. George's-estuarium zelf is ter hoogte van de kustgemeente Stephenville Crossing, die grotendeels gebouwd is op een 2 km lange landtong. Die zorgt ervoor dat de afwatering in zee via een slechts 150 meter brede opening ("Main Gut") gebeurd. Die wordt overbrugd door provinciale route 461.

## Fauna en flora
Het St. George's-estuarium is een van de belangrijke habitats voor watervogels op Newfoundland. Dit komt onder andere door de overvloedige aanwezigheid van allerhande vissen, weekdieren en zeegrassen. Het gebied is een belangrijke broedplaats voor de Amerikaanse smient. Voorts zijn onder meer pijlstaarten en visarenden er veelvoorkomend.
Sinds 1995 is het westelijke, meest diverse gedeelte van het estuarium beschermd via een samenwerking tussen de gemeente Stephenville Crossing en het provinciebestuur van Newfoundland en Labrador. Het volledige beschermd gebied met zo'n 1600 hectare.